# Queule (ort i Chile)
Queule är en ort i Chile.   Den ligger i regionen Región de Los Lagos, i den södra delen av landet, 700 km söder om huvudstaden Santiago de Chile. Queule ligger 8 meter över havet och antalet invånare är 1 422.
Terrängen runt Queule är kuperad österut, men västerut är den platt. Havet är nära Queule åt nordväst. Runt Queule är det glesbefolkat, med 10 invånare per kvadratkilometer.. Queule är det största samhället i trakten.
I omgivningarna runt Queule växer i huvudsak blandskog.